# The American (chanson des Simple Minds)
Pour les articles homonymes, voir The American et American.
Singles de Simple Minds
Celebrate
(1981) Love Song
(1981)
The American est une chanson du groupe Simple Minds extraite de l'album Sister Feelings Call et sortie en single mai 1981. Elle avait déjà été jouée lors de la mini-tournée du groupe aux États-Unis et au Canada en 1981 et était la première chanson jouée pour l'album. La chanson est inspirée d'une exposition d'art moderne américain que le chanteur Jim Kerr a visitée.
Classé trois semaines au UK Singles Chart, dont une à la 59e place, The American est le premier single du groupe depuis Life in a Day en juin 1979 à être classé dans les charts britanniques. Il figure également sur la compilation Glittering Prize 81/92, sorti en 1992.

## Classement
| Classement (1981)              | Meilleure place |
| ------------------------------ | --------------- |
| Royaume-Uni (UK Singles Chart) | 59              |